# The Literary Digest

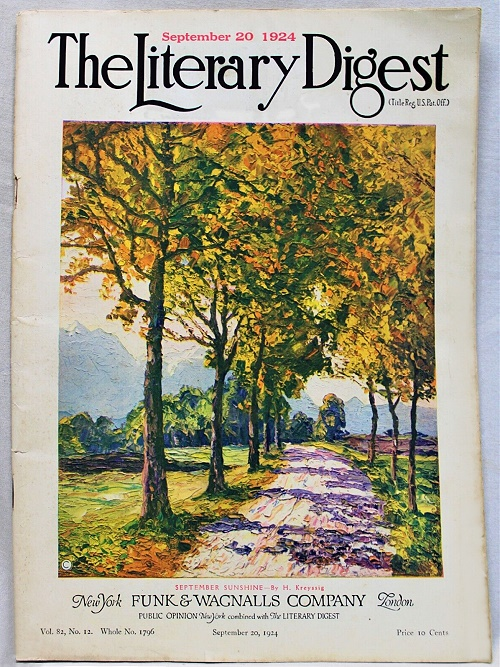
Titelblatt vom 20. September 1924 mit Druck eines Gemäldes von Hugo Kreyssig

The Literary Digest war eine vielgelesene US-amerikanische Zeitschrift, die von 1890 bis 1938 wöchentlich publiziert wurde. Sie ist heute noch bekannt für die falsche Wahlvorhersage von 1936, die viel Aufmerksamkeit erregte. 18 Monate später wurde die Zeitschrift eingestellt. Verlegt wurde die Zeitschrift von Funk & Wagnalls in New York City.

## Geschichte
Ab 1890 wurde die Zeitschrift von Isaac Kaufmann Funk publiziert, womit zwei ähnliche wöchentliche Zeitschriften, der Public Opinion und der Current Opinion, weitergeführt wurden.
Schon in der ersten Ausgaben lag der Schwerpunkt auf Meinungsartikeln, der Analyse von Nachrichten sowie der Zusammenfassung von Artikeln aus amerikanischen, kanadischen und europäischen Publikationen. Nach dem Tod von Isaac Funk 1912 wurde Robert Joseph Cuddihy der neue Editor. 1927 erreichte die Auflage die 1-Million-Grenze. Nach dem Literary-Digest-Debakel verschmolz die Zeitschrift 1938 mit der Zeitschrift Review of Reviews und wurde kurz danach endgültig eingestellt. Die Liste der Abonnenten wurde von Time Inc. gekauft.
Die Titelblätter des The Literary Digest waren erst ab Anfang des 20. Jahrhunderts illustriert. In den zwanziger Jahren wurden auf den Titelblättern berühmte Gemälde in Farbe gedruckt und die letzten Ausgaben zeigten verschiedene fotografische Techniken und Photomontagetechniken.
Eine ständige Kolumne, genannt The Lexicographer's Easy Chair, wurde von Frank Horace Vizetelly geschrieben.

## Falsche Wahl-Vorhersage
Seit 1916 führte der The Literary Digest Meinungsumfragen im Vorfeld der Präsidentschaftswahlen in den Vereinigten Staaten durch, um den jeweiligen Wahlsieger vorauszusagen. Bei den fünf Präsidentschaftswahlen von 1916, 1920, 1924, 1928 und 1932 gelang dies jeweils.
Für die Präsidentschaftswahlen 1936 führte The Literary Digest erneut eine Befragung durch, um den Wahlgewinner herauszufinden: Amtsinhaber Franklin D. Roosevelt von den Demokraten oder sein Herausforderer Alf Landon von den Republikanern. Dafür wurden etwa 10 Millionen Wähler angeschrieben, von denen zirka 2,4 Millionen antworteten.
Da sich etwa 60 Prozent der Antwortenden für Alf Landon entschieden, sagte der The Literary Digest in seiner Ausgabe vom 31. Oktober voraus, dass Landon 370 von 531 Wahlmännerstimmen gewinnen würde. Dies schien plausibel, da die Republikaner zuvor im September auch die Gouverneurswahlen in Maine gewonnen hatten und die Weisheit As Maine goes, so goes the nation galt. Da die Zeitschrift in den fünf vorausgegangenen Präsidentschaftswahlen das Wahlergebnis korrekt vorausgesagt hatte, hatte die Vorhersage des The Literary Digest besonderes Gewicht. Als am 3. November das Wahlergebnis der Präsidentschaftswahlen feststand, erhielt jedoch Franklin D. Roosevelt 60,8 Prozent der Wählerstimmen. Alf Landon konnte nur in zwei Bundesstaaten siegen: Vermont und Maine. Er gewann insgesamt nur 8 Wahlmännerstimmen, Roosevelt hingegen 523. Das große Missverhältnis zwischen Vorhersage und Ergebnis ließ Zweifel an der Glaubwürdigkeit der Zeitschrift aufkommen, die rund 18 Monate später eingestellt wurde.
Bei der Befragung wurden zwei Fehler bei der Stichprobenauswahl gemacht. Zum einen wurden die 10 Millionen Befragten aus Telefonverzeichnissen, registrierten Autobesitzern, Listen von Mitgliedern bestimmter Vereine und Abonnenten der Zeitschrift ausgewählt. Der Besitz eines Autos, eines Telefons oder der Bezug des The Literary Digest war nach der Weltwirtschaftskrise nur gut situierten Haushalten möglich, die eher republikanisch wählten. Wie jedoch nachgewiesen wurde, war das Hauptproblem, dass die Beantwortung der Befragung freiwillig war. Das Rücksenden des Fragebogens hing davon ab, wie stark der Befragte an der Wahl interessiert war; dies war offensichtlich bei den Roosevelt-Gegnern stärker der Fall als bei den Roosevelt-Unterstützern:

“... respondents who returned their questionnaires represented only that subset of the population with a relatively intense interest in the subject at hand, and as such constitute in no sense a random sample… it seems clear that the minority of anti-Roosevelt voters felt more strongly about the election than did the pro-Roosevelt majority.”

„... Befragte, die ihre Fragebögen zurückgaben, repräsentierten nur die Untergruppe der Bevölkerung, die ein relativ großes Interesse an dem Thema hatte, und stellen als solche in keiner Weise eine Zufallsstichprobe dar… es scheint klar, dass die Minderheit der Anti-Roosevelt-Wähler sich stärker für die Wahl interessierte, als die Pro-Roosevelt-Mehrheit.“

Generell ist zu beobachten, dass Angehörige der Mittelschicht tendenziell eher auf schriftliche Anfragen antworten als Menschen mit geringerem Einkommen. Da die Mittelschicht zu dieser Zeit eher republikanisch, die unteren Sozialschichten eher demokratisch gesinnt waren, verstärkte dies den Non-response bias.
George Gallup hatte parallel eine Meinungsumfrage auf Basis einer Quotenstichprobe mit nur 50.000 Befragten durchgeführt und damit das Wahlergebnis richtig vorhergesagt. In einem Leserbrief schrieb er, The Literary Digest werde eine falsche Vorhersage treffen. Gallup hatte während der Sommermonate 1936 die Literary-Digest-Umfrage in einer eigenen Stichprobe von 3.000 Befragten mit ähnlichen sozio-demografischen Merkmalen nachgebildet.
 Das Literary-Digest-Desaster führte zu einer tiefgreifenden Überarbeitung der Umfrage- und Auswahltechniken in der Meinungs- und Umfrageforschung und wird oft als Beginn der modernen wissenschaftlichen Meinungsforschung betrachtet.